# 포르투갈의 마천루 목록
이것은 포르투갈의 마천루 목록이다. 2001년 이래로 포르투갈에서 가장 높은 마천루는 오에이라스에 위치한 토레 데 몬산토(120 미터 (390 ft))이다.

## 완공된 마천루
이 목록은 높이가 100 미터 (330 ft) 이상인 포르투갈의 모든 완공된 마천루의 순위를 매긴다. 여기에는 첨탑 및 건축 세부 사항이 포함되지만 안테나 마스트는 포함되지 않는다.

## 100m 이상의 마천루
| 순위 | 이름               | 도시       | 사진 | 높이 (m) | 높이 (ft) | 층수 | 연도 | 비고  |
| ---- | ------------------ | ---------- | ---- | -------- | --------- | ---- | ---- | ----- |
| 1    | 토레 데 몬산토     | 오에이라스 |      | 120      | 394       | 17   | 2001 | [ 1 ] |
| 2=   | 토레 사오 가브리엘 | 리스본     |      | 110      | 361       | 24   | 2000 | [ 2 ] |
| 2=   | 토레 상 라파엘     | 리스본     |      | 110      | 361       | 24   | 2004 | [ 3 ] |